# Балтін Едуард Дмитрович
Балтін Едуард Дмитрович (рос. Балтин Эдуард Дмитриевич; 21 грудня 1936, Смоленськ — 7 жовтня 2008, Москва) — радянський і російський воєначальник. Командувач Чорноморським флотом (1993—1996), Герой Радянського Союзу (9.10.1981). Адмірал (16.06.1993), кандидат військових наук.

## Біографія
Народився 21 грудня 1936 року у Смоленську. Син військовослужбовця. Під час другої світової війни перебував на окупованій території під Вязьмою, де мешкав у родичів. Після війни родина жила у різних містах, де проходив службу батько. Закінчив 7 класів школи у Смоленську. З 8-го по 10-й клас навчався у Виборзі, де захопився морською справою, займався у секції парусного спорту та брав участь у змаганнях з парусного спорту. Також досяг успіху в багатоборстві та лижних перегонах.
У ВМФ СРСР із липня 1954 року. Навчався в 1-му Балтійському вищому військово-морському училищі (1954—1956), закінчив Каспійське вище військово-морське училище імені С. М. Кірова (1956—1958). У 1959 вступив до КПРС.
Службу проходив: командиром БЧ-3 сторожового корабля «Куниця» (10.1958-10.1960), командиром торпедної групи (10.1960-09.1961), командиром БЧ-3 (09.1961-12.1962) підводного човна «С-65» -234" (12.1962-05.1964) Північного флоту, стажером на судах Мінморфлоту СРСР (05.1964-09.1965), командиром БЧ-3-помічником командира підводного човна «С-151» (09.1965-04.1968), 04.-12.1966), старшим помічником командира підводного човна «С-74» (12.1966-1967) Північного флоту. Закінчив Вищі спеціальні офіцерські класи ВМФ (1967—1968). Службу проходив: старшим помічником командира 353-го екіпажу підводного човна (09.-12.1968), командиром підводного човна «С-310» (12.1968-04.1969) Чорноморського флоту, старшим помічником командира підводного човна «Д-249» (04.196) «К-418» (проект 667А) (06.1971-09.1973) Північного флоту. Закінчив Військово-морську академію (1973—1975). Службу проходив начальником штабу 13-ї дивізії підводного човна Північного флоту (1975—1978). Закінчив Військову академію Генерального штабу Збройних Сил імені К. Є. Ворошилова (1978—1980). Службу проходив: начальником штабу (06.1980-02.1982) та командиром (02.1982-10.1983) 41-ї дивізії підводного човна Північного флоту.
9 жовтня 1981 року указом Президії Верховної Ради СРСР за мужність і відвагу, виявлені у виконанні спеціального завдання командування, капітану 1 рангу Балтину Едуарду Дмитровичу присвоєно звання Героя Радянського Союзу з врученням ордена Леніна та медалі «Золота Зірка4». 17 лютого 1982 року присвоєно військове звання контр-адмірала.
У жовтні 1983 — листопаді 1987 — командувач 2-ї флотилією підводного човна Тихоокеанського флоту.
У листопаді 1987 року призначений посаду 1-го заступника командувача Тихоокеанським флотом. 7 травня 1989 року надано військове звання «віце-адмірал».
У червні 1990 року призначений начальником кафедри оперативного мистецтва ВМФ Військової академії Генерального штабу Збройних Сил СРСР.
У грудні 1992 року, після довгих консультацій між Росією та Україною, віце-адмірал Е. Д. Балтін був призначений командувачем Чорноморського флоту як кандидатура, яка влаштовує обидві сторони (затверджений на посаді указами президентів Росії та України у січні 1993). Брав участь у миротворчих акціях. Визначною заслугою адмірала Е. Д. Балтіна стала багато в чому під його особисту відповідальність (через побоювання вищого політичного керівництва країни) операція з евакуації мирного населення із зони військового конфлікту між Грузією та Абхазією в 1993 році. Для забезпечення евакуації в Абхазії було висаджено морський десант, зайнято та обладнано прибережний оборонний район, який став центром операцій з порятунку та вивезення до Росії тисяч мирних жителів. Командуючи миротворчим військовим контингентом, врятував від смерті главу Грузії Е. А. Шеварднадзе, який невдовзі «віддячив» адміралу, назвавши його посібником абхазьких сепаратистів та ворогом Грузії[2]. За успішне проведення цієї операції адмірала Балтіна було нагороджено іменною зброєю, а пізніше орденом «За військові заслуги».
У січні 1996 року був несподівано звільнений з посади і призначений у розпорядження Міністра оборони РФ.
У листопаді 1996 року звільнений у запас. Викладав та вів наукову роботу у Військовій академії Генерального штабу Збройних Сил Російської Федерації, доцент.
Помер на 72-му році життя 7 жовтня 2008 року у Москві. Похований на Братському цвинтарі у Смоленську.